# Ernst Westerlund
Pour les articles homonymes, voir Westerlund.
Ernst Theodor Georgsson Westerlund, surnommé Mollan, né le 18 mars 1898 à Kimito, dans la municipalité de Kimitoön dans la Finlande du Sud-Ouest en Finlande et mort le 13 octobre 1961 à Helsinki en Uusimaa en Finlande, est un skipper et un véliplanchiste finlandais. 

## Palmarès

### Jeux olympiques
- 9e en 6 Metre en 1948.
- Médaille de bronze en 6 Metre en 1952 (avec Paul Sjöberg, Ragnar Jansson, Adolf Konto et Rolf Turkka).